# Cetema procerum
Cetema procerum är en tvåvingeart som först beskrevs av Friedrich Hermann Loew 1872.  Cetema procerum ingår i släktet Cetema och familjen fritflugor. Inga underarter finns listade i Catalogue of Life.